# Куулар, Герман Белекович
Герман Белекович Куулар (род. 3 апреля 1962) — Народный хоомейжи Республики Тыва (2001).

## Биография
Родился 3 апреля 1962 года в селе Дус-Даг Овюрского района Тувинской АССР. После окончания школы, в 1980 году, начал трудовую деятельность в сельском клубе сумона Дус-Даг. Он — один из первых, кто начал преподавать хоомей детям в сельской музыкальной школе села Торгалыг с 1989 года. В музыкальной школе им был организован ансамбль «Кара-Дуруяа». Он — педагог с многолетним стажем, является бессменным руководителем ансамбля. За эти 25 лет по классу горлового пения он воспитал 62 выпускника. Его ученики неоднократно побеждали в различных конкурсах.

## Творчество
Будучи ещё учеником начальных классов, начал участвовать в смотрах и конкурсах художественной самодеятельности. Первым успехом молодого хоомейжи стало 2 место, завоеванное в Республиканском смотре самодеятельного творчества (1976). Он был участником известного ансамбля «Буланныгнын эдискизи». В 1988 году участвовал во Всесоюзном турнире певцов и музыкантов в Ашхабаде, где получил звание лауреата; в международном проекте оперы «Noan» в 1993 году в Амстердаме. Он всегда занимал призовые места во всех Международных симпозиумах «Хоомей» (трехкратный лауреат).
В 2001 году по приглашению Откуна Достая и Макигами Коичи участвовал в проекте «Кырган-авай» в Японии. В январе 2001 года по указу Президента Республики Тыва Герману Куулару присвоено почетное звание «Народный хоомейжи Республики Тыва».
В настоящее время Герман Куулар преподает по классу хоомей в детской музыкальной школе Дус-Дага. Его старший сын Мерген Куулар является «Заслуженным артистом Республики Тыва», а младший сын Откун Куулар Дипломант I степени республиканского детского конкурса исполнителей хоомея «Хөөмейим кагбас-ла мен — 2012», Лауреат 1-й степени Международного конкурса «Сарадак — 2013».

## Награды и звания
- II-ое место Республиканского смотра самодеятельного творчества (1976)
- Лауреат Всесоюзного турнира певцов и музыкантов в Ашхабаде (1988)
- Трехкратный лауреат Международного симпозиума «Хоомей»
- Народный хоомейжи Республики Тыва (2001)